# Henry Hugh Armstead
Henry Hugh Armstead R.A. (Bloomsbury, 18 de junho de 1828 – Cidade de Westminster, 4 de dezembro de 1905) foi um escultor e ilustrador inglês, influenciado pela Irmandade Pré-Rafaelita.

## Biografia

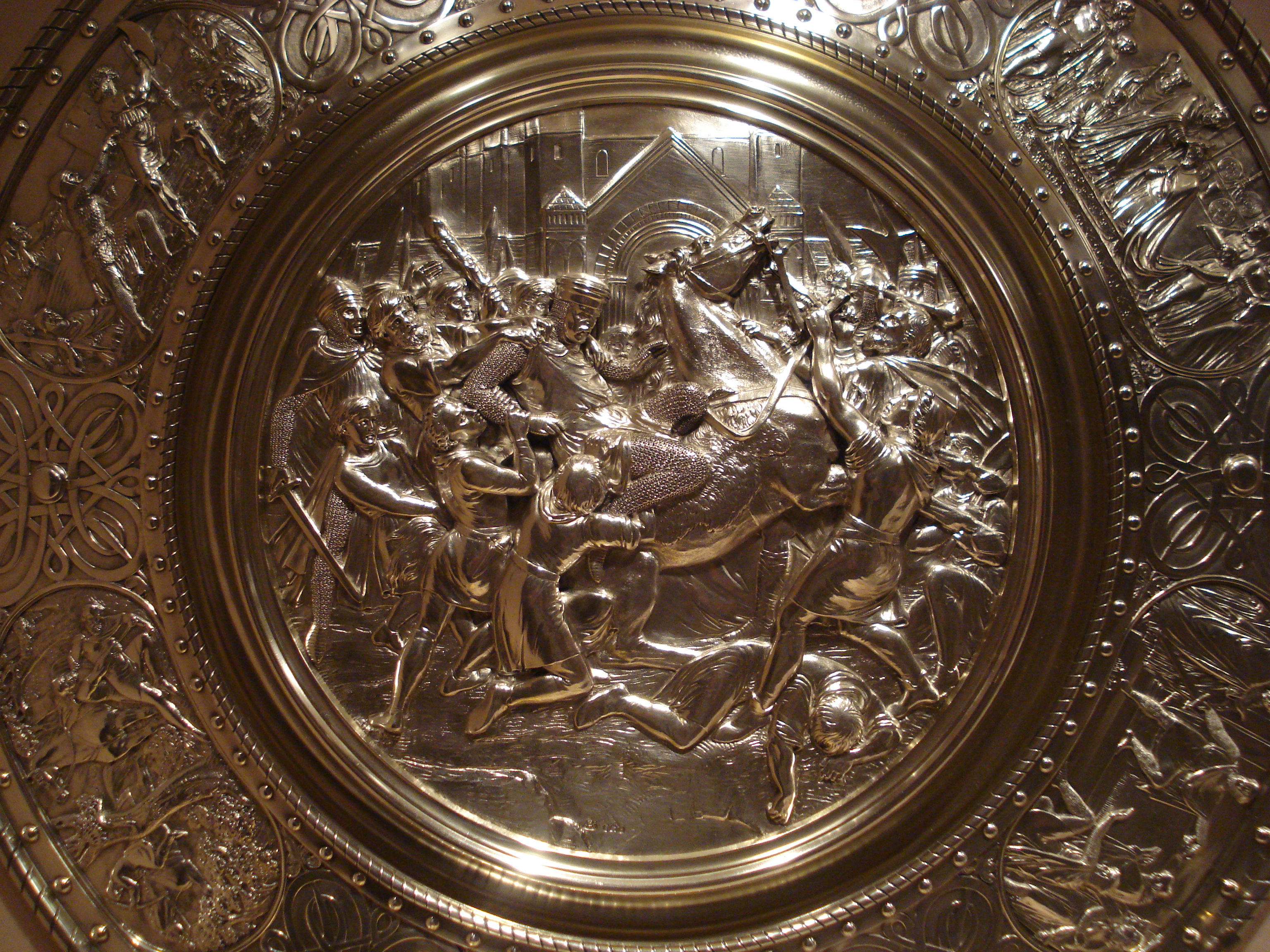
O Troféu Stockbridge, projetado por Armstead como prêmio de uma corrida de cavalos em Nottingham.

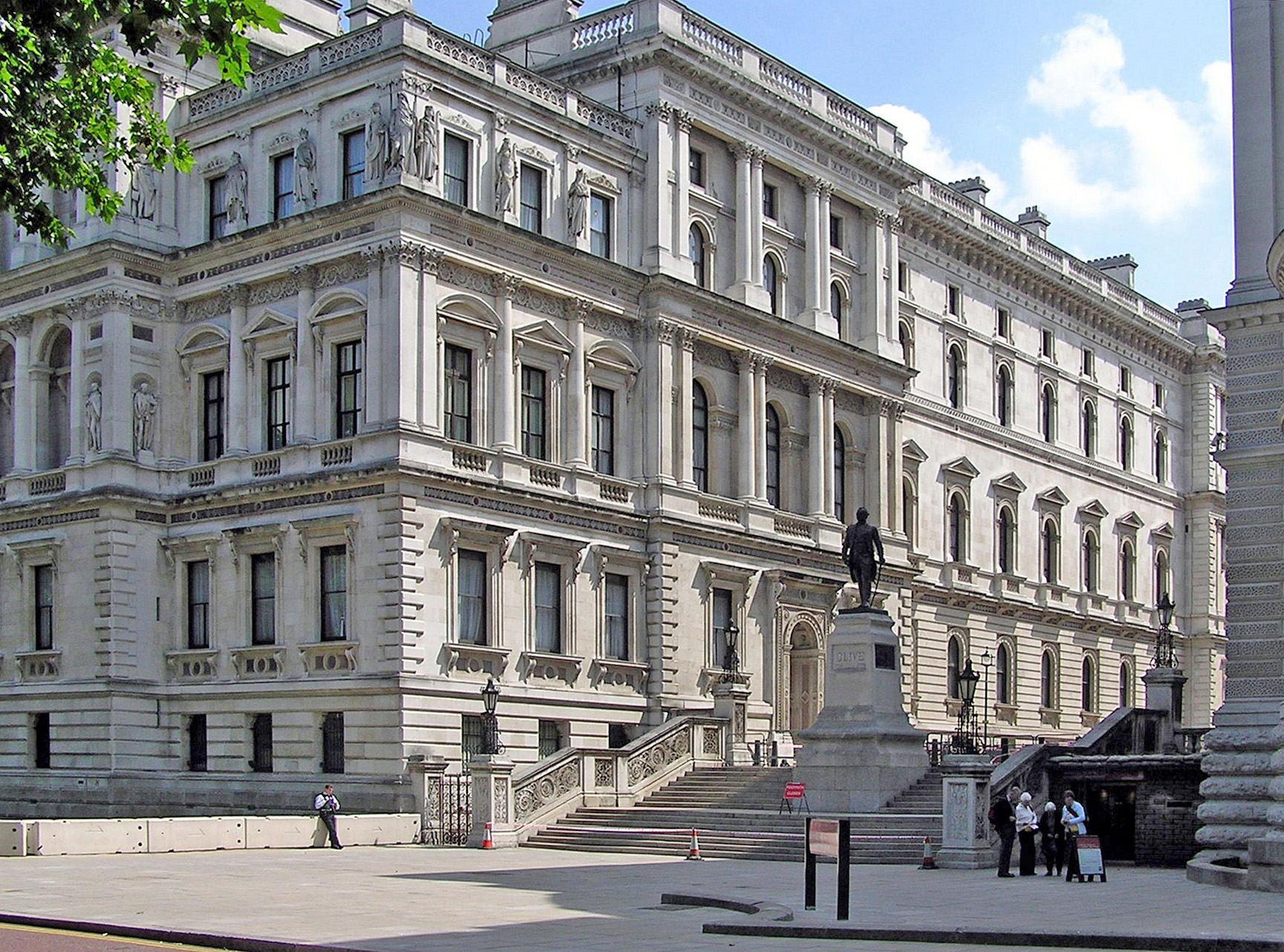
Fachada do edifício do Ministério das Relações Exteriores (FCO), Londres, com cariátides desenhadas por Henry Hugh Armstead.

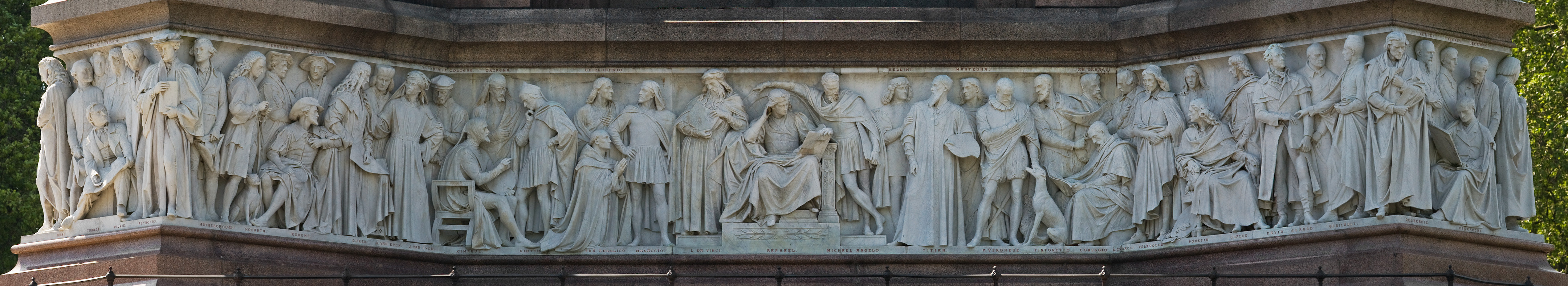
Face leste do Friso do Parnaso no Albert Memorial.

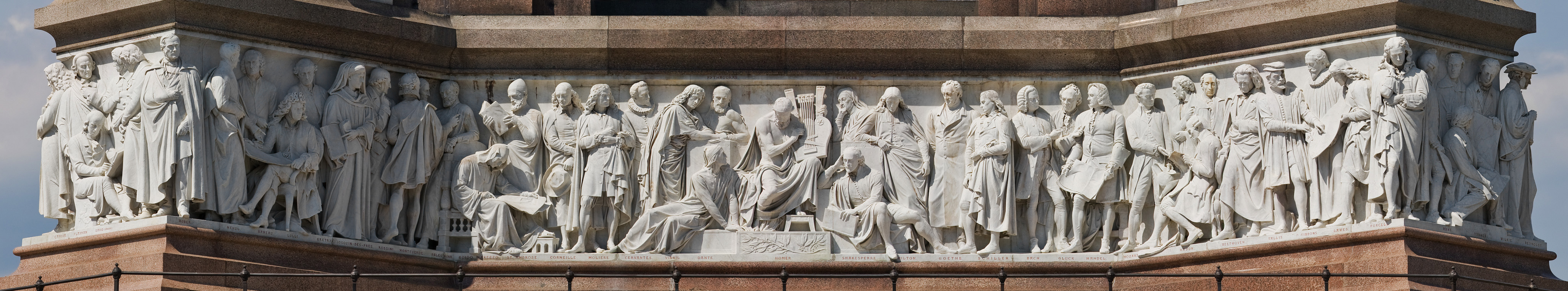
Face sul do Friso do Parnaso no Albert Memorial.

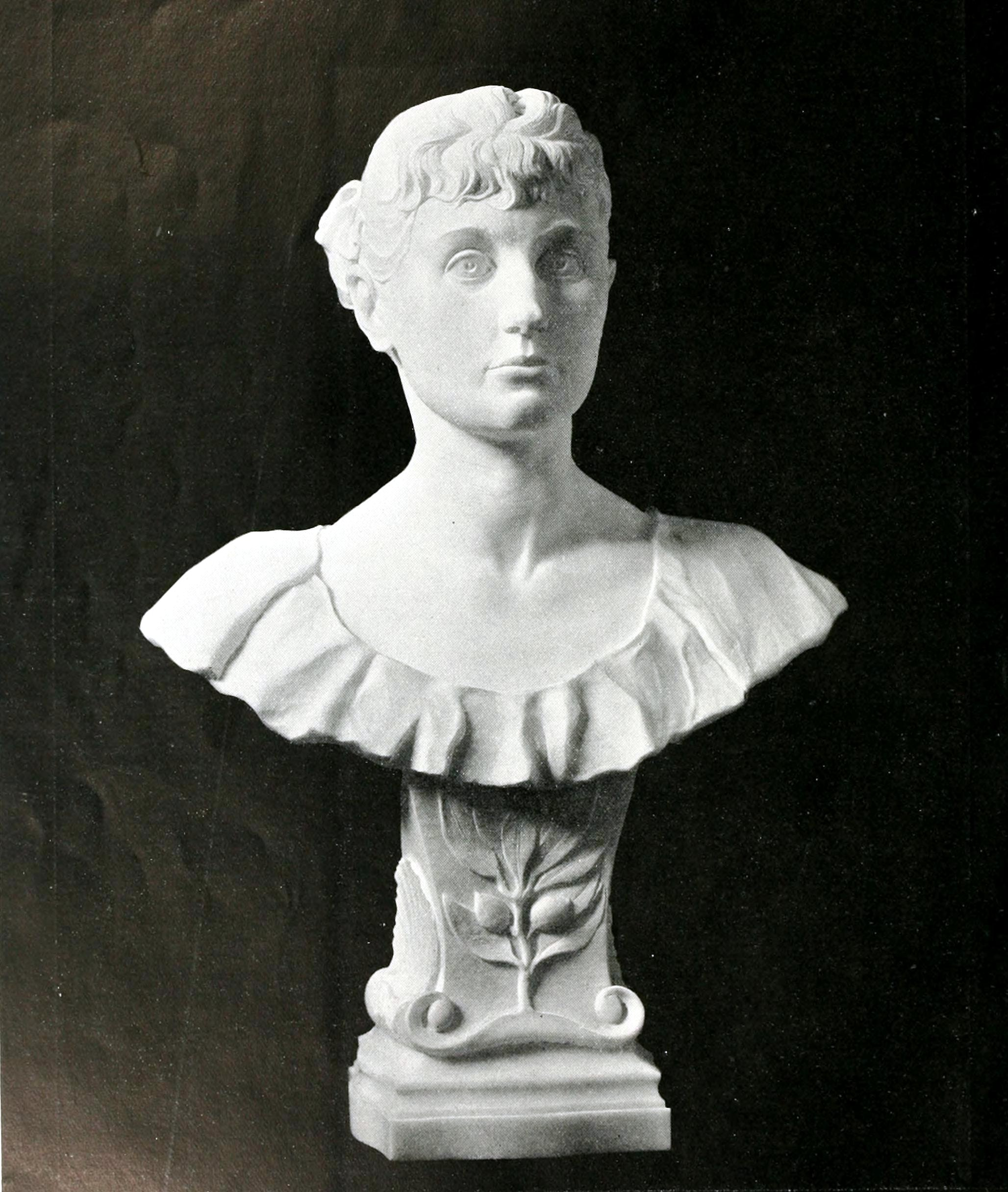
Busto da senhora Hugh Wells Armstead, em mármore.

Armstead nasceu em Bloomsbury, Londres, filho de John Armstead um chaser heráldico. Iniciou sua aprendizagem profissional sob a orientação de seu pai, e depois continuou seus estudos na Escola de Desenho do Governo, na Somerset House e, posteriormente, nas escolas particulares de arte. Estudou também com o escultor Edward Hodges Baily.
Com a idade de dezoito anos, passou a trabalhar para os ourives Hunt e Roskell, e seus trabalhos, mais tarde, fizeram parte do "Kean Testimonial", um conjunto de nove peças de prata presenteadas ao ator Charles Kean, e o "Outram Shield" (1862), feito para presentear o tenente-general Sir James Outram.  Ele tanto fez os modelos em argila, como também gravou as peças moldadas em prata.
No final da década de 1850 Armstead foi contratado para fazer uma estátua de Aristóteles em pedra de Caen para o Museu de História Natural em Oxford. Depois disso, ele se dedicou cada vez mais à escultura, em vez dos trabalhos em metal. Projetou um conjunto de frisos para o exterior do Eatington Hall, como parte de sua remodelação em 1858-1862; eles foram esculpidos por Edward Clarke, Os contratos de trabalho no Palácio de Westminster e no Albert Memorial ajudaram Armstead a consolidar sua reputação. Posteriormente, criou um grande número de estátuas públicas, obras funerárias e outros projetos arquitetônicos.
No Palácio de Westminster gravou dezoito painéis de carvalho no Queens's Robing Room ilustrando a lenda do Rei Arthur sob uma série de murais de William Dyce.
Armstead trabalhou em estreita colaboração com George Gilbert Scott no memorial Albert desde o início do processo de criação, fazendo os modelos em pequena escala dos grupos esculturais projetados para o modelo arquitetônico de Scott. Quando foi para fazer as esculturas do monumento real, escolheu fazer metade do Friso do Parnaso, uma representação de 169 grandes figuras culturais esculpidas em duro mármore Campanella. Armstead esculpiu os poetas e músicos, no lado sul do monumento, e os pintores na face leste. Os outros dois lados foram executados por John Birnie Philip. Armstead tomou muito cuidado com os detalhes das figuras, pedindo ajuda aos amigos ainda vivos de Goethe, Beethoven e Mendelsohn, e trabalhou tendo como referência a máscara mortuária de Weber. A escultura foi esculpida in situ, nos blocos já instalados no pódio do monumento, em vez de no estúdio. O relevo foi concluído, e os abrigos temporários dos escultores removidos, em 1872. Armstead também fez algumas das estátuas de bronze, simbolizando as ciências nos níveis superiores do memorial; as outras foram feitas por Philip.
Com John Birnie Philip, Armstead trabalhou nas decorações escultóricas externas de Scott escritório colonial em Whitehall, Armstead esculpiu também a grande fonte do King's College em Cambridge (1874-1879), incorporando uma estátua de seu fundador, Henrique VI e inúmeras efígies, como as do bispo Wilberforce em Winchester e do Lorde John Thynne na Abadia de Westminster.
Foi eleito um Associado da Academia Real Inglesa em 1875 e membro pleno em 1880.
Armstead morreu em sua casa no número 52 da Circus Road, em St John's Wood, Cidade de Westminster em 4 de dezembro de 1905.

## Trabalhos selecionados
- «A lenda do Rei Artur: O Rei Artur conquista o Gigante maravilhoso». (em inglês:  King Arthur conquering the marvelous Giant, escultura em relevo - Casas do Parlamento do Reino Unido)
- «A lenda do Rei Artur: A alma de Sir Galahad é levada ao Céu». (em inglês:  Sir Galahad's soul borne to Heaven) A lenda do Rei Artur, escultura em relevo - Casas do Parlamento do Reino Unido)
- «São Miguel e a serpente ou Satã amedrontado». (em inglês:  St Michael and the Serpent or Satan Dismayed) (Escultura de bronze)

## Galeria

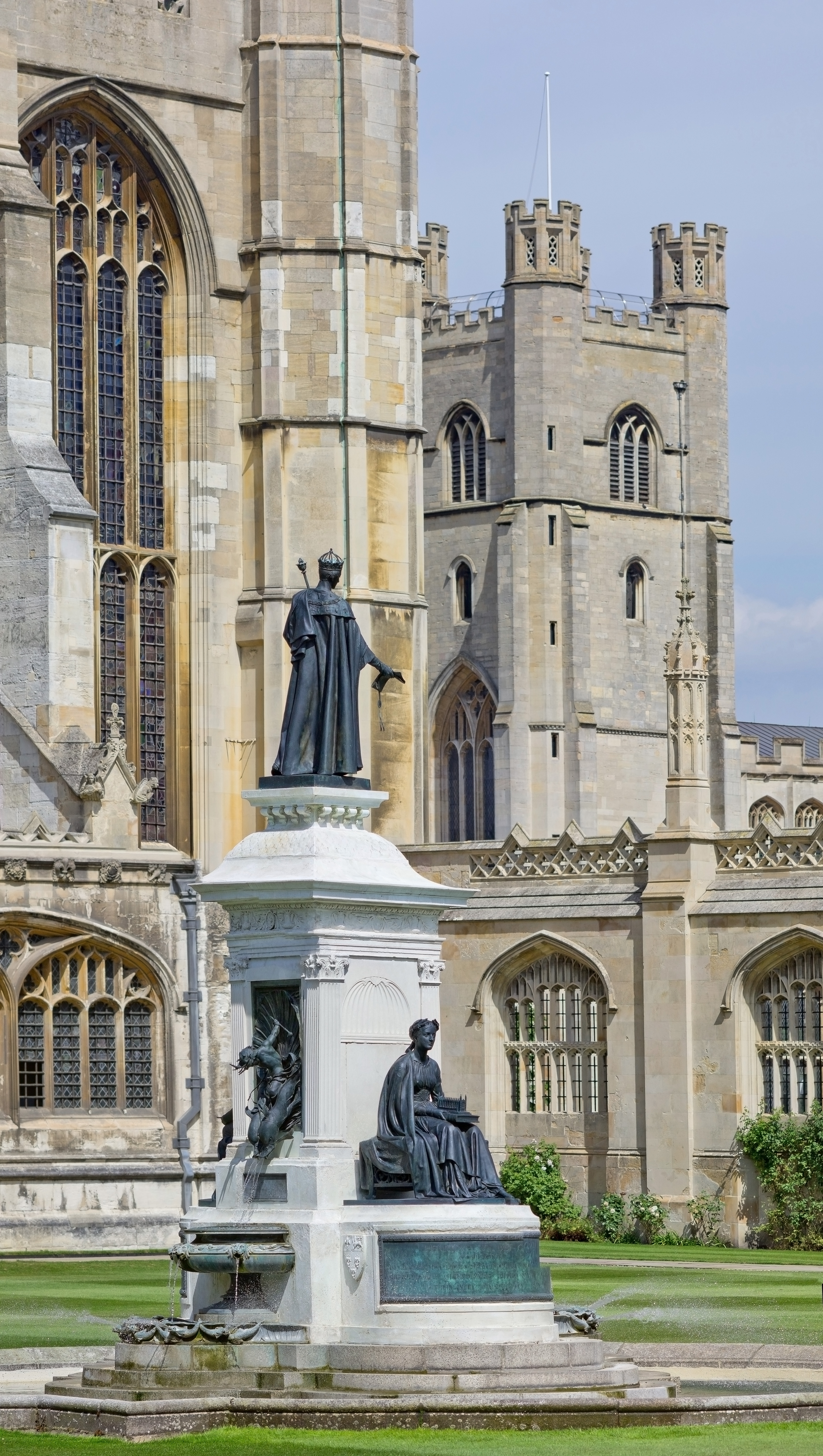
Fonte de Armstead de 1879 no Front Court do King's College, Cambridge
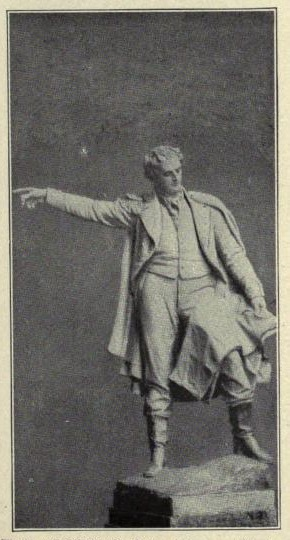
Estátua do Tenente Waghorn
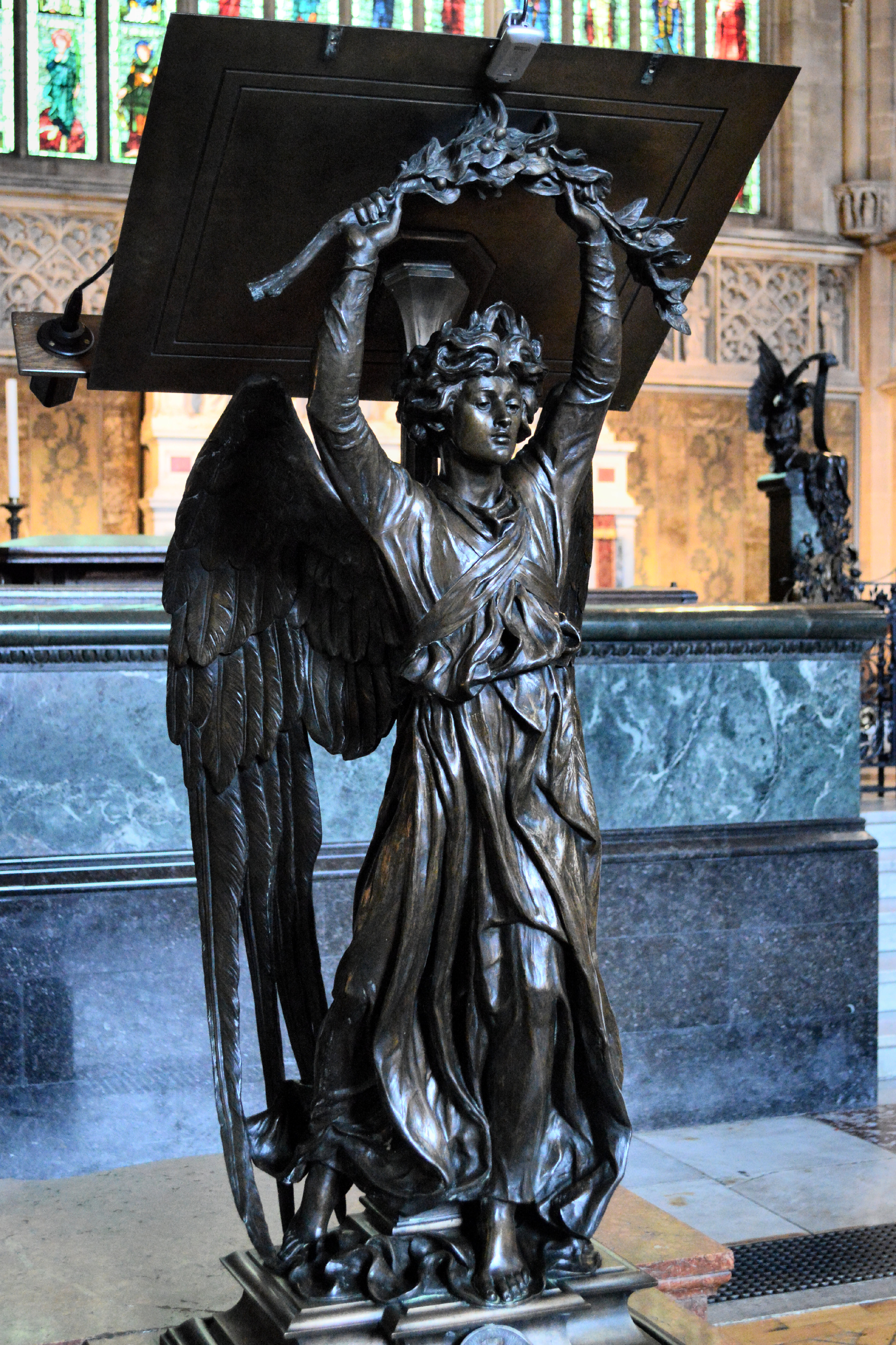
Santíssima Trindade, Rua Sloane, púlpito de bronze
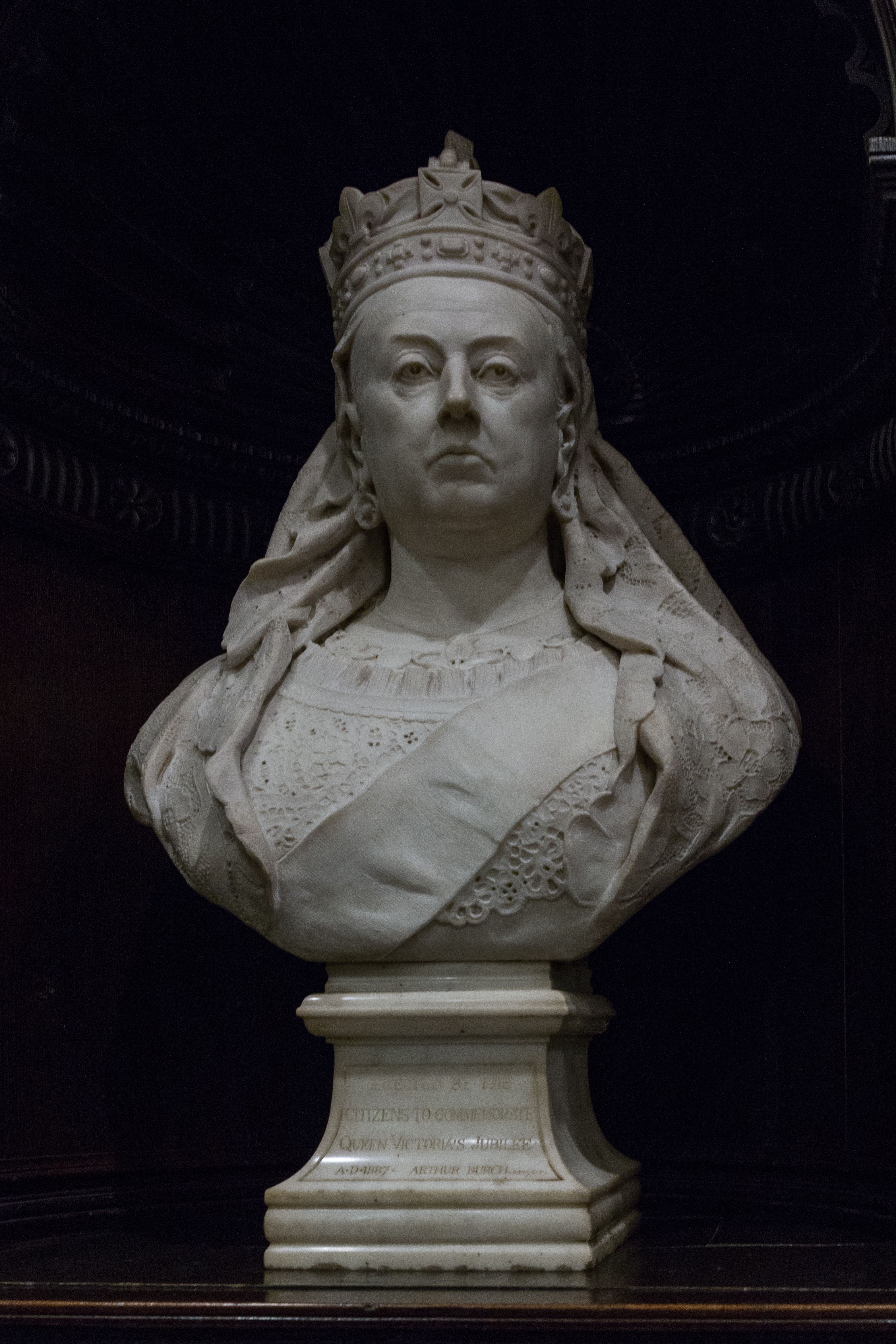
Interior de Exeter Guildhall: busto da rainha Vitória
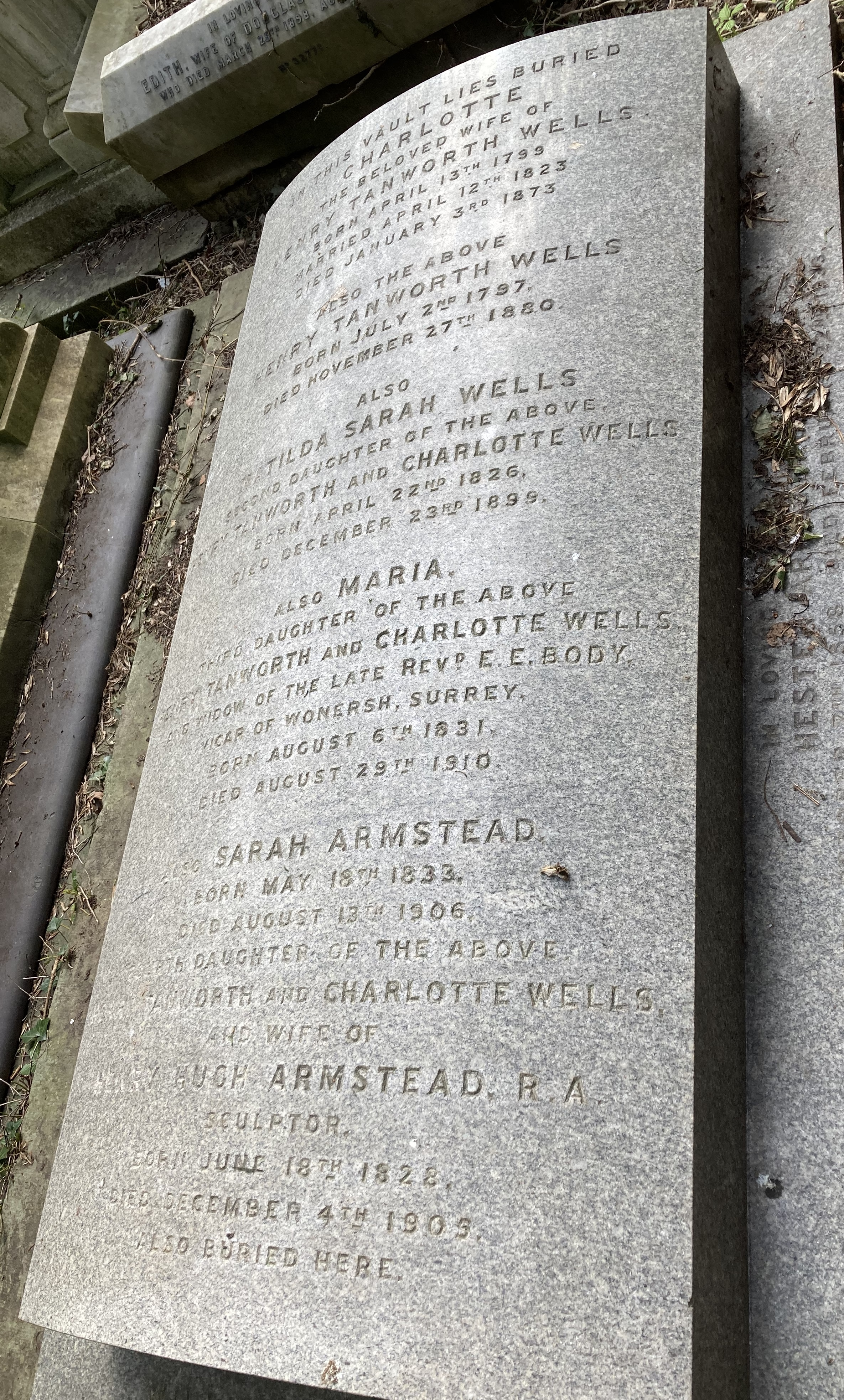
Sepultura da família de Henry Hugh Armstead no cemitério de Highgate